# Maoricicada nigra
Maoricicada nigra är en insektsart. Maoricicada nigra ingår i släktet Maoricicada och familjen cikador.

## Underarter
Arten delas in i följande underarter:
- M. n. frigida
- M. n. nigra